# 葉鯡
葉鯡為輻鰭魚綱鲱形目鲱科的其中一種，分布於印度西太平洋區，從印度洋北部至澳洲、巴布亞紐幾內亞海域，棲息深度可達50公尺，體長可達10公分，棲息在沿海海域、河口區，以浮游生物為食，可做為食用魚。

## 擴展閱讀
維基物種上的相關：葉鯡